# シルバゴン
シルバゴンとは、特撮テレビドラマ『ウルトラマンティガ』をはじめとする「ウルトラシリーズ」に登場する架空の怪獣。別名は剛力怪獣。

## 『ウルトラマンティガ』に登場するシルバゴン
『ウルトラマンティガ』第26話「虹の怪獣魔境」に登場。
獅子鼻樹海に発生した色の順が逆になっている虹を越えた先にある時空界の魔境に棲息する怪獣。頭の2本の巨大角ビッグツインホーン、全身の鱗（）に包まれたような銀色の皮膚、背中から尻尾にかけて生えている棘（）、瞳のない眼などが特徴。敵を倒すとドラミングする性質を持つ。300万馬力の腕力を持ち、頭の角を生かした頭突き攻撃、尻尾攻撃が戦力である。体皮が非常に硬く、ガギIIの赤色破壊光線やウルトラマンティガのゼペリオン光線などの直撃にも耐えられる。視力の低さが弱点で、動いていないものを視認することができない。
縄張り争いでガギIIを噛み殺し、ガギIIの作り出したバリヤーを叩き割るほどの腕力でティガを苦しめるが、前述の弱点を指摘されたティガのだるまさんがころんだの戦法で混乱し、ダメージを受けたところでウルトラヘッドクラッシャーで上半身を地面に埋め込まれて動きを封じられ、最後はティガ・バーニングダッシュを受けて爆死する。
知能は高く、ティガのゼペリオン光線やタイプチェンジのポーズを真似するも、何も起こらず駄々をこねるといったユーモラスな一面も見せる。
- スーツアクター：三宅敏夫[9][10]
- 着ぐるみはシーリザーの改造[出典 2]。尻尾には本編の大型のガギの鞭が再利用されており[出典 3]、デザイナーの丸山浩もうまく再改造できたと語っている[15][16]。
- 第26話の制作にあたってはプロデューサーから「多々良島をやってくれ」との要望が出されており、『テレビマガジン特別編集ウルトラマンティガ』ではシルバゴンを「平成のレッドキング」と称している[17]。
- 当初の脚本では「光るものに反応する」という設定だったが、第26話監督の村石宏實の提案により「動くものに反応する」という設定に変更された[17]。
- 後に登場するゴルドラスは同族の親分格という設定があり[18]、第36話脚本では「シルバゴンに似ている」などの台詞も存在していた[19][注釈 1]。形状は違うものの頭部に2本の角が生えているという身体的な共通点やシルエットの類似が見受けられる。
- 第35話のTPCの会議で超古代怪獣を説明する際、シルバゴンが取り上げられている。
- 『新ウルトラマン列伝』第15話でサンダーダランビア（SD）に紹介された際は、ラゴン（SD）に「おバカさん」と批評される。

## 『ウルトラマンダイナ』に登場するクローンシルバゴン
『ウルトラマンダイナ』第16話「激闘! 怪獣島」に登場。
オオトモ博士が人間に役立つようにクローン技術で製作したクローン怪獣の1体で、『ウルトラマンティガ』に登場したシルバゴンのクローン。初代は動いているものしか見ることができなかったが、動いていないものでもはっきり見えるよう動体視力が矯正されており、敵を倒すとドラミングをする性質も受け継いでいる。また角と体の溝が青くなり、体が一回り大きくなっている。クローンシルドロンを倒して暴れ出した後、スーパーGUTSのブレイクシューターによる攻撃で退けられる。その後はネオザルスにジャイアントスウィングで研究所の方向へ投げ飛ばされ、ホーミング光線で倒される。
- スーツアクター：三村幸司[出典 6]
- 着ぐるみは既存の物を改修し、体色の赤い部分を青く塗りなおして使用している[出典 7]。
- シルバゴンとシルドロンを同時に登場させることについて名前が似通っているという懸念もあったが、有り物の都合とシルドロンをもう一度登場させようという意図から両者の登場が決定された[30]。

## 剛力怪獣 キングシルバゴン

### 『大決戦!超ウルトラ8兄弟』に登場するキングシルバゴン
映画『大決戦!超ウルトラ8兄弟』に登場。
スーパーヒッポリト星人が侵略計画の仕上げに放つ怪獣で、同族のキングゴルドラスと共に横浜市の街で破壊の限りを尽くす。
かつてウルトラマンティガに倒されたシルバゴンの同族に生体改造を施して強化したものである。元のシルバゴンと違い、頭がより大きく、首が長く前に突き、若干前傾姿勢の恐竜体型になっており、他にも背中の棘がやや長く伸び、全身の鱗のような皮膚が尻尾にも行き届いている。また目には瞳が入っている。体の溝は初代同様赤い。
初代のシルバゴンは視力が弱く動かないものを判別できなかったが、生体改造によりそれが克服されている。攻撃を寄せ付けない強靭な皮膚と470万馬力の怪力を持ち、強力な角による頭突き攻撃と口から放つ絶大な威力をもつ青色火炎弾デモリション・フレイムを得意技とする。
変身したティガをキングゴルドラスと共に2対1の戦いで追い詰めるが、そこにダイナとガイアも加わり、ウルトラ戦士3人との対決になる。自身はダイナと戦うが、最後はソルジェント光線を受けて倒される。
その後、影法師の手によって悪意のエネルギーと他の怪獣軍団の残存エネルギーと融合させられ、キングゴルドラスともども、ギガキマイラの首と腕と腰の付け根になる。
- スーツアクター：山本諭[33]
- デザインは酉澤安施。オリジナルとシルエットを変えるため、顔を大きくして首を前に突き出させている[35]。デザイン画初稿の時点では、オリジナルのシルバゴン同様目に瞳が入っていなかったが、キングゴルドラスと並び立たせるため入れられた[35]。
- キングシルバゴンとキングゴルドラスの登場シーンは怪獣映画を意識した演出がなされている[36]。

### 『大怪獣バトル ウルトラ銀河伝説 THE MOVIE』に登場するキングシルバゴン
映画『大怪獣バトル ウルトラ銀河伝説 THE MOVIE』に登場。
ウルトラマンベリアルのギガバトルナイザーの力で怪獣墓場から蘇り、ベリアルが操る怪獣軍団の1体として他の怪獣軍団と共にウルトラ戦士やレイモン・ゴモラたちと戦う。今作でも同族のキングゴルドラスと並ぶシーンが見られ、共に初代ウルトラマンと戦う。その後、ベリアルに傷を負わされたウルトラセブンに襲いかかるが、倒れる直前に力を振り絞ったセブンのアイスラッガーでキングゴルドラス共々切り裂かれ、爆死する。

### 『ウルトラゼロファイト』に登場するキングシルバゴン
『ウルトラマン列伝』内のアクションドラマ『ウルトラゼロファイト』第2部「輝きのゼロ」に登場。
惑星ファネゴンに現れ大暴れしていたところに駆けつけたウルトラマンゼロと戦う。ストロングコロナのウルトラハリケーンで空中へ投げ上げられた後、ルナミラクルのフルムーンウェーブを浴びて大人しくなり、自分の住処である時空界へと帰って行く。

## その他の作品に登場するシルバゴン
- 『ウルトラゾーン』第17話のアイキャッチでは、ゴルドラスとともにシカに鹿せんべいを与えようとする姿が描かれている[40]。
- 映画『劇場版 ウルトラマンX きたぞ!われらのウルトラマン』では、スーツが存在していたことからゴーグシルバゴンとして登場が予定されていたが、敵怪獣が多いとの判断からゴーグドラコと共に不採用となった[41]。
- PS用ゲーム『ウルトラマンティガ&ウルトラマンダイナ 新たなる二つの光』では、ミッション7「樹海からのSOS」でシルバゴン、ミッション13「シルバゴンの逆襲」でクローンシルバゴンとして登場。ミッション7「樹海からのSOS」では、原作同様、動くものにしか反応しない特性があり、パワーが非常に高い。原作同様、ティガと戦う。ミッション13「シルバゴンの逆襲」では、原作同様、動くものにしか反応しない弱点が無くなっている。原作ではダイナとは戦っていないが、本作品ではダイナと戦う。